# Kelvin Tong
Pour les articles homonymes, voir Tong.
Kelvin Tong Weng Kian (en chinois : 唐永健), né à Singapour, est un cinéaste, scénariste et producteur de cinéma singapourien.

## Filmographie partielle

### Comme réalisateur et scénariste
- 1996 : Moveable Feast
- 1999 : Eating Air
- 2005 : 1942
- 2005 : The Maid
- 2006 : Love Story
- 2007 : Gui a! Gui a!
- 2008 : Dai yat gaai
- 2009 : Swimming Lesson (uniquement scénariste)
- 2010 : Bang fei
- 2011 : Tua seh kai
- 2015 : 7 Letters, segment GPS
- 2015 : The Faith of Anna Waters  (en post-production)